# Piret család
A báró Piret de Bihain család, vagy magyaros átírásban helyenként bihaini báró Piret család egy vallon származású magyar főnemesi család.

## Története
A család a belgiumi Brabant tartományban található Jodoigne városból származik. A francia nyelvű ősök régi nemességét Charles Jean Baydaels, az Aranygyapjas rend címernöke 1783. március 31-én egy Brüsszelben kelt okirattal megerősítette. Antoine Louis Piret de Bihain báró aztán katonának állt az Osztrák Császárság seregébe, később még a császári és királyi kamarási címet is megkapta. Vezérőrnagyi rangban szolgált, amikor az 1827. évi XLIV. törvénycikk magyar állampolgárságot és magyar nemességet adományozott neki, de miután a honfiúsíttatási díjat nem fizette be, három év múltán már törölték is a nemesek közül. Az 1840. évi L. törvénycikkben ismét honfiúsították, ám ekkor a szokásos díjfizetés kötelezettsége alól mentesítették az akkor már a Lipót-rend középkeresztjével is kitüntetett férfiút. Házasságkötése után Eleméren telepedett le. Csekonics József Erzsébet nevű leányától három fia született, Lajos, Jenő és Béla. Az ifjabbik Lajos apjához hasonlóan császári és királyi kamarás volt, és a hadseregben altábornagyi rangban szolgált. Jenő ugyancsak kamarás, titkos tanácsos, lovassági tábornok és Albert herceg főudvarmestere volt, akit a Szent István-rend nagykeresztjével is kitüntettek. Béla szintén kamarás, szolgálaton kívüli ezredes és a főrendiház örökös jogú tagja volt, aki 1898. december 25-én titkos tanácsosi méltoságot is kapott. Béla saját unokatestvérének a lányát, báró Orczy Leonát vette feleségül. Nógrád vármegyében Diósjenőn, Torontál vármegyében pedig Györgyházán voltak nagyobb birtokai.

## Címere
Ezüst mezőben termő lombos fa gyökerestől, melyet két oldalt, és alul egy-egy ötszirmú, arannyal futtatott vörös rózsa kísér. Sisakdísz: zöld-ezüst fonadékon a fa. Takaró: ezüst-zöld.

## Az ismert családfa
- Antoine Louis, vagy Lajos (1784–1862); felesége báró zsombolyai és janovai Csekonics Erzsébet (1794–1881)
  - Lajos (1819–1874)
  - Jenő (1821–1874)
  - Béla (1831–1915); neje: báró orci Orczy Leona (1838–1918)
    - Eugénia Erzsébet Sarolta (1858–1935); férje: báró orci Orczy Szerafin (1852–1888)
    - Anna (1860–1879)
    - Lajos Jenő Béla Károly Mária (1862–1910); 1. felesége: gróf karácsonyfalvi és beodrai Karátsonyi Irma (1865–1908); 2. felesége: gróf nagykároly gróf Károlyi Georgina (1866–1933)
      - Jenő /első feleségtől/ (1889–1965)
      - Huberta Alberta /második feleségtől/ (1891–1909)
      - Erzsébet Karolina /második feleségtől/ (1895–1980); férje: Georg Karg von Babenburg báró (1893–1969)
      - Viktor Mária /második feleségtől/ (1900–1954); neje: sipeki Balás Dorottya (1897–1976)
        - György Lajos Sándor Mária (1929–1950)
        - Antónia Huberta Margit (1931); férje: Rene Ramos

    - Leona Sarolta Irma Alexa (1868–1938); férje: báró orci Orczy Andor (1870–1931)
    - Gyula András Konstantin Béla Mária (1874–1956); felesége: báró kisfaludi és lubellei Lipthay Veronika (1881–1962)
      - Antal Béla Gyula Andor (1905–?); neje: Kedvessy Hilda
      - István (1907–?); felesége: gróf hídvégi és oltszemi Nemes Anna (1914–?)
      - Sándor Gyula Antal Béla (1909–1988); 1. neje: Johanne von Degenfeld-Schomburg grófnő (1912–1959); 2. neje: Helene Bellmond von Adlerhorst (1911–?)
        - Endre Gyula Mária /első feleségtől/ (1934); felesége: ponori Thewrewk Éva (1943)
          - Endre Gábor (1969)

        - Ilona Gabriella /első feleségtől/ (1937)